# Portée disparue
Portée disparue est le 11e épisode de la saison 1 de la série télévisée Buffy contre les vampires.

## Synopsis
Cordelia se prépare pour l'élection de la reine de mai. Alors qu'elle est persuadée de gagner, son cavalier se fait frapper dans les vestiaires par une créature invisible armée d'une batte de base-ball, et il est emmené à l'hôpital. Les membres du Scooby-gang enquêtent alors sur ce mystère et suspectent d'abord l'implication d'un fantôme. C'est ensuite Harmony, la meilleure amie de Cordelia, qui est poussée dans les escaliers du lycée. A cette occasion, Buffy entend un rire, avant de se faire heurter par quelque chose d'invisible. Elle tente de retrouver la chose, mais est conduite dans une salle vide.   
Giles est surpris par Angel dans sa bibliothèque. Il évoque un manuscrit dans lequel on pourrait trouver des informations importantes sur le combat entre Buffy et le Maître, et il assure à Giles qu'il peut se le procurer. Les recherches menées par Willow conduisent Buffy à suspecter Marcie, une lycéenne portée disparue, et Giles finit par comprendre qu'elle est devenue invisible à force d'être ignorée par tout le monde, tant par Cordelia et sa bande que par ses professeurs.  
Après que Cordelia ait été témoin de l'agression d'une de ses professeurs par Marcie, elle demande l'aide de Buffy et ses amis, et le groupe prépare un plan pour capturer Marcie en se servant de Cordelia comme appât. Mais Marcie réussit à enfermer Willow, Alex et Giles dans une chaufferie et ouvre le gaz. Elle enlève et assomme ensuite Cordelia avant d'endormir Buffy avec un sédatif. Willow, Alex et Giles sont secourus a la dernière minute par Angel, qui remet à Giles le manuscrit évoqué plus tôt. Buffy et Cordelia se réveillent attachées et Marcie s'apprête à défigurer Cordelia quand Buffy arrive à se libérer et à mettre Marcie hors de combat. C'est alors que deux agents du gouvernement interviennent et emmènent Marcie avec eux, prétendant avoir déjà été confronté à ce genre de situation. Le lendemain, Cordelia présente ses remerciements au groupe, mais continue de se comporter en public comme elle le faisait auparavant. L'épisode se conclut sur l'intégration de Marcie à une classe avec d'autres jeunes gens invisibles qui apprennent l'assassinat et l'espionnage.  

## Production
Bien que le titre original de l'épisode soit Out of Mind, Out of Sight, il est aussi communément appelé Invisible Girl. L'idée de l'épisode vient de Joss Whedon, qui pensait, alors qu'il était lycéen, que personne ne prêtait attention à lui et qui avait fait un rêve très vivace dans lequel il devenait invisible alors qu'il était en classe.

## Statut particulier
Noel Murray, du site A.V. Club, estime que l'épisode aborde « subtilement et intelligemment la société du lycée » mais qu'il est « un peu trop direct dans sa métaphore » . Pour la BBC, le « scénario ingénieux », bien que peu original, utilise à bon escient « le thème de l'aliénation » et l'épisode marque un tournant pour le personnage de Cordelia, brillamment interprété par Charisma Carpenter. Mikelangelo Marinaro, du site Critically Touched, lui donne la note de B-, évoquant un épisode « valable » qui concrétise bien ses intentions « au niveau du thème et des personnages », notamment ceux de Buffy et de Cordelia, mais dont la deuxième moitié est « assez ennuyeuse et répétitive ».

## Analyse
Pour Tracy Little, dans Buffy the Vampire Slayer and Philosophy, l'épisode met en avant le sentiment d'isolation, d'être invisible et noyé dans la masse, que ressentent beaucoup d'adolescents au quotidien. Il renvoie à une idée selon laquelle notre perception de soi est conditionnée par la façon dont les autres nous perçoivent.

## Distribution

### Acteurs crédités au générique
- Sarah Michelle Gellar : Buffy Summers
- Nicholas Brendon : Alexander Harris
- Alyson Hannigan : Willow Rosenberg
- Charisma Carpenter : Cordelia Chase
- Anthony Stewart Head : Rupert Giles

### Acteurs crédités en début d'épisode
- David Boreanaz : Angel
- Clea DuVall : Marcie Ross
- Armin Shimerman : Principal R. Snyder

### Acteurs crédités en fin d'épisode
- Mercedes McNab : Harmony
- Ryan Bittle : Mitch
- Denise Dowse : Mlle Miller
- Julie Fulton : le professeur du FBI
- Mark Phelan : l'agent Doyle
- Skip Stellrecht : l'agent Manetti